# Charles Warren Stoddard

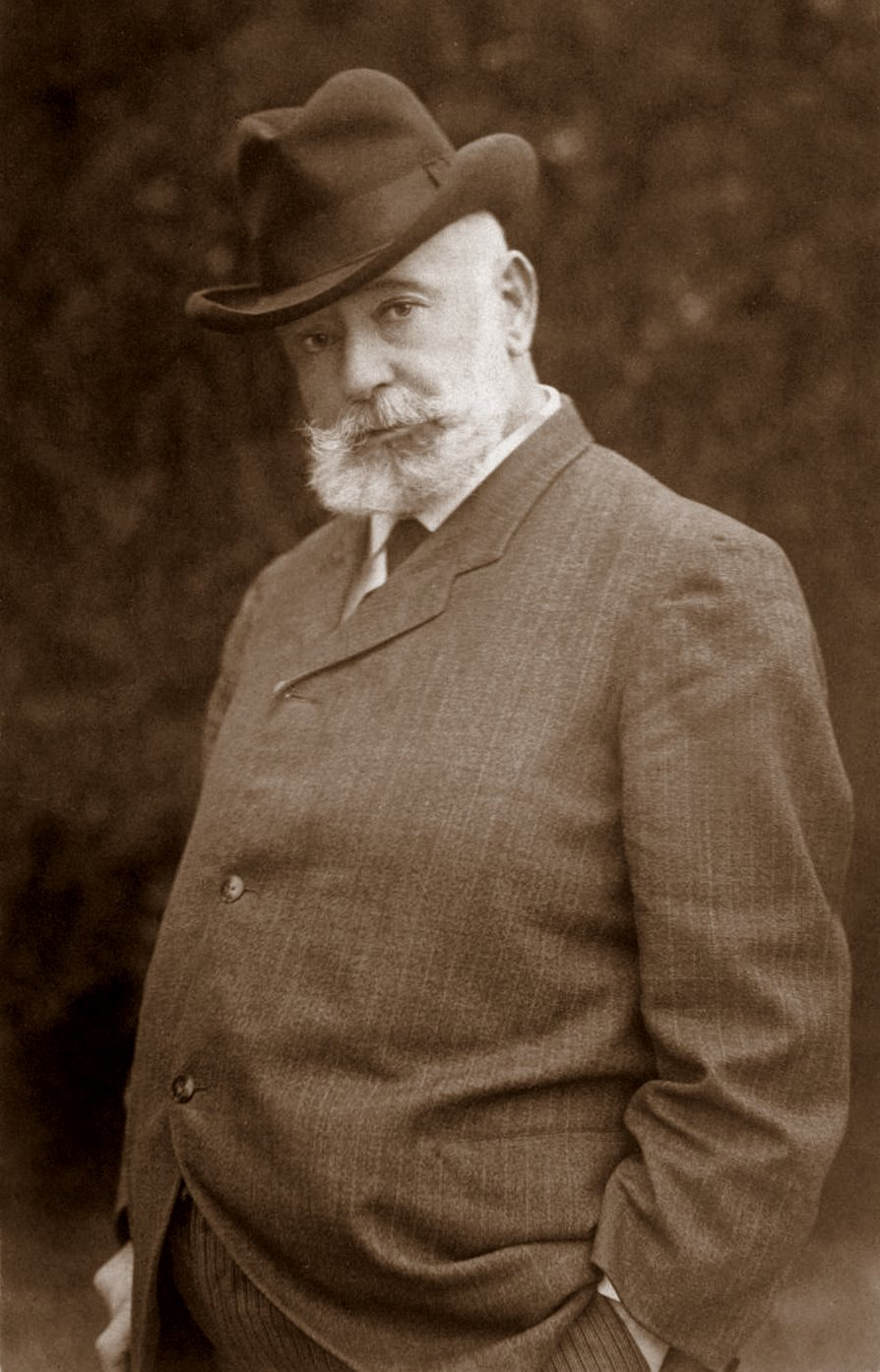
Charles Warren Stoddard

Charles Warren Stoddard (7 de Agosto de 1843, Rochester, Nova Iorque - 23 de Abril de 1909, Monterey, Califórnia) foi um autor americano. 

## Vida e obra
Stoddard é descendente em linha directo do colono inglês Anthony Stoddard, que se fixou em Boston, Massachusetts, em 1639. Viveu a sua juventude em Nova Iorque até 1885, quando a sua família se mudou para São Francisco, na Califórnia. Em 1857 regressou à cidade de Nova Iorque, onde viveu com os seus avós durante dois anos, após o que se voltou a reunir com a sua família em São Francisco. Foi por esta altura que compôs os seus primeiros versos, que enviava anonimamente para um jornal regional, com bastante sucesso, tendo acabado por ser publicada em livro com o modesto título "Poems by Charles Warren Stoddard" ("Poemas por Charles Warren Stoddard"). A sua saúde frágil levou-o a desistir de prosseguir estudos superiores. Tentou ser actor, mas rapidamente percebeu que o seu destino não era esse.
Em 1864 viajou para as Ilhas dos Mares do Sul e aí redigiu os seus "Idyls" ("Idílios") - cartas que escrevia a um amigo que acabou por as publicar em livro. William Dean Howells considerou-as "as coisas mais leves, doces, selvagens e frescas que alguma vez foram escritas sobre a vida desse oceano de Verão." Stoddard realizou quatro outras viagens às Ilhas dos Mares do Sul, publicando as suas observações em "Lazy Letters from Low Latitudes" ("Cartas Preguiçosas das Latitudes Baixas") e The Island of Tranquil Delights ("A Ilha dos Prazeres Tranquilos"). Visitou Molokai várias vezes e conheceu o Padre Damien, o apóstolo dos leprosos. Aí escreveu o seu interessante livrinho "The Lepers of Molokai" ("Os Leprosos de Molokai"), o que, juntamente com a famosa carta de Stevenson, contribuiu enormemente para a fama do Padre Damien. Em 1867, pouco depois da sua primeira visita aos Mares do Sul, converteu-se ai catolicismo, pelo qual tinha enorme devoção. A história da sua conversão está narrada no seu pequeno mas bem escrito livro "A Troubled Heart and How it was Comforted" ("Uma Alma Atormentada e como foi Confortada"). Sobre este seu livro disse: "Aqui exponho nua toda a minha vida."
Em 1873 iniciou uma longa viagem como enviado especial do jornal San Francisco Chronicle. Sem destino e sem restrições de qualquer espécie impostas pelo jornal, esteve ausente durante cinco anos, durante os quais viajou pela Europa, tendo chegado à Palestina e ao Egito. Enviou uma quantidade considerável de material para publicação no seu jornal, parte dos qual nunca voltou a ser impresso, embora seja considerado como estando entre o que melhor escreveu.
Por volta de 1880 Stoddar foi co-editor do Overland Monthly. Em 1885, tendo decidido assentar, aceitou ser professor de Literatura inglesa na Universidade de Notre-Dame, em Indiana, mas devido a problemas de saúde rapidamente teve que se demitir. Pela mesma razão deixou um cargo semelhante na Universidade Católica de Washington, que ocupara de 1889 a 1902. Logo de seguida mudou-se para Cambridge, no Massachussets, planeando dedicar-se apenas à escrita. No entanto, uma doença grave e quase fatal apenas lhe permitiu publicar "Exits and Entrances" ("Saídas e Entradas"), um livro de ensaios e esboços que dizia ser o seu favorito, provavelmente porque falava de Robert Louis Stevenson, seu amigo íntimo, e de alguns outros seus conhecidos do mundo literário.
Por esta altura escreveu também o seu único romance, "For the Pleasure of His Company" ("Pelo Prazer da Sua Companhia"), de que disse: "Eis aqui as minhas Confissões." Os seus escritos tinham um caracter de tal forma autobiográfico que Stoddard esperava, ao fornecer alguns episódios até aí aomitidos, que o leitor pudesse traçar a história de toda a sua vida. Em 1905 regressou à Califórnia e fixou-se em Monterey esperando melhoras da sua saúde. Resistiu até 1909, quando morreu aos sessenta e seis anos. Para um observador distraído ele foi um homem de contradições. Foi essencialmente um boémio, mas dum tipo distinto, alguém que não podia resistir aos apelos de terras distantes: o seu lar, como ele próprio dizia, era sempre por debaixo do seu chapéu. E surpreendentemente era também um místico e um solitário, mesmo durante as suas viagens. "Imaginativos e impressionáveis", os dois epítetos com que ele apodava os seus amigos dos Mares do Sul, aplicavam-se perfeitamente a si mesmo.
Embora não fosse público, Stoddard era homossexual. Nos Mares do Sul viveu relações próximas com os nativos e nas suas cartas elogiava a receptividade das gentes dos Mares do Sul às relações homossexuais. Em finais de 1866, a partir de São Francisco, Stoddard enviou os seus recém publicados "Poems" a Herman Melville elogiando a sua obra Typee, que o tinha entusiasmado pela descrição do personagem Kory-Kory que decidiu escrever um pequena história celebrando o tipo de amizade entre homens a que Melville mais que uma vez aludiu. 
A simpatia do seu carácter, que pode ser descrito como "doce, pacífico, terno, gentil", transbordou para a sua escrita. A sua obra foi muito elogiada por personagens importantes da cena literária inglesa, que lamentavam a falta de sensibilidade do público americano para a obra de Stoddard. 

## Obra literária
- Poems by Charles Warren Stoddard (1857)
- South Seas Idyls (1874, 1892)
- Summer Cruising in the South Seas (1874)
- Lazy Letters from Low Latitudes
- A Troubled Heart (1885)
- Marshallah, a Flight into Egypt (1885)
- A Trip to Hawaii (1885)
- In the Footprints of the Padres (1892)
- Hawaiian Life (1894)
- Saint Anthony, The Wonder-Worker of Padua (1896)
- A Cruise under the Crescent (1898)
- Over the Rocky Mountains to Alaska (1899)
- For the Pleasure of His Company (1903)
- Father Damien, a Sketch (1903)
- The Island of Tranquil Delights (1904)
- The Lepers of Molokai
- With Staff and Scrip (1904)
- Hither and Yon
- The Confessions of a Reformed Poet (1907)
- The Dream Lady (1907)